# Chevry (Ain)
Chevry ist eine französische Gemeinde mit 2301 Einwohnern (Stand 1. Januar 2022) im Département Ain in der Region Auvergne-Rhône-Alpes. Sie gehört zum Kanton Thoiry im Arrondissement Gex und ist Mitglied im Gemeindeverband Pays de Gex Agglo.

## Geographie
Chevry liegt auf 495 m, etwa 13 Kilometer nordwestlich der Stadt Genf (Luftlinie). Das ehemalige Bauerndorf erstreckt sich im Pays de Gex, an aussichtsreicher leicht erhöhter Lage am Fuß des Juras, am Rand des Genfer Beckens, östlich des Taleinschnitts des Allondon.
Die Fläche des 5,84 km² großen Gemeindegebiets umfasst einen Abschnitt des Pays de Gex. Der südliche Teil des Gebietes wird von der teils waldbedeckten Ebene am Jurafuß eingenommen, die durch den Grand Journans und den Petit Journans nach Südwesten zum Allondon entwässert wird. Von der Ebene erstreckt sich das Gemeindeareal nordwärts auf den angrenzenden Hügel Suraz (529 m) und auf das allmählich gegen den Jura hin ansteigende Plateau. In dieses Plateau ist der Taleinschnitt des Allondon eingetieft, der die westliche Abgrenzung bildet. Auf der Höhe oberhalb von Naz-Dessous wird mit 580 m die höchste Erhebung von Chevry erreicht.
Zu Chevry gehören verschiedene Dörfer und Weilersiedlungen, nämlich:
- Chevry-Dessous (488 m) leicht erhöht am Rand der Ebene
- Chevry-Dessus (510 m) auf einem Geländevorsprung östlich des Allondon
- Veraz (480 m) am Rand der Talniederung des Grand Journans
- Naz-Dessous (565 m) auf dem Plateau östlich des Allondon

Nachbargemeinden von Chevry sind Échenevex im Norden, Ségny und Prévessin-Moëns im Osten, Saint-Genis-Pouilly im Süden sowie Crozet im Westen.

## Geschichte
Erstmals urkundlich erwähnt wird Chevry im Jahr 1264 unter dem Namen Chivriacus. Im Lauf der Zeit wandelte sich die Schreibweise über Chivrier (1270), Chivrie (1288), Chivriez (1572) und Chivries (1573) zum heutigen Namen. Der Ortsname geht wahrscheinlich auf den gallorömischen Geschlechtsnamen Caprius zurück und bedeutet so viel wie Landgut des Caprius (Capriacum).
Seit dem 13. Jahrhundert bildete Chevry eine Pfarrei, die der Abtei Savigny unterstand. Seit dem Mittelalter gehörte Chevry den Herren von Gex. Zusammen mit dieser Herrschaft kam das Dorf im 14. Jahrhundert unter die Oberhoheit der Grafen von Savoyen. Danach teilte Chevry die wechselvolle Geschichte des Pays de Gex, mit dem es nach Abschluss des Vertrages von Lyon 1601 endgültig an Frankreich gelangte. Die Lokalherrschaft oblag vom 15. Jahrhundert bis 1786 der Adelsfamilie d’Aubonne de Lussery, die ursprünglich aus Morges stammte.

## Sehenswürdigkeiten
Die Pfarrkirche in Chevry-Dessous wurde im ausgehenden Mittelalter im gotischen Stil erbaut. Aus dem 15. Jahrhundert stammt das Château de Chevry.

## Bevölkerung
| Jahr                       | 1962 | 1968 | 1975 | 1982 | 1990 | 1999 | 2009 | 2020 |
| Einwohner                  | 313  | 346  | 574  | 637  | 733  | 803  | 1217 | 2226 |
| Quellen: Cassini und INSEE |      |      |      |      |      |      |      |      |

Mit 2301 Einwohnern (Stand 1. Januar 2022) gehört Chevry zu den kleineren Gemeinden des Départements Ain. Seit Mitte der 1960er Jahre wurde ein markantes Bevölkerungswachstum verzeichnet, wobei besonders starke Wachstumsraten während der frühen 1970er Jahre registriert wurden. Außerhalb des alten Ortskerns wurden zahlreiche neue Einfamilienhäuser gebaut. Die Ortsbewohner von Chevry heißen auf Französisch Chevryzien(ne)s.

## Wirtschaft und Infrastruktur
Chevry war bis weit ins 20. Jahrhundert hinein ein vorwiegend durch die Landwirtschaft geprägtes Dorf. Heute gibt es einige Betriebe des Klein- und Mittelgewerbes und bei Veraz wird Fischzucht betrieben. Mittlerweile hat sich das Dorf zu einer Wohngemeinde gewandelt. Zahlreiche Erwerbstätige sind Wegpendler, die in den größeren Ortschaften des Pays de Gex oder als Grenzgänger in der Agglomeration Genf arbeiten.
Die Ortschaft ist verkehrsmäßig gut erschlossen. Sie liegt an der Departementsstraße D984c, die von Saint-Genis-Pouilly nach Gex führt. Weitere Straßenverbindungen bestehen mit Crozet, Échenevex und Maconnex. Der nächste Anschluss an die schweizerische Autobahn A1 befindet sich in einer Entfernung von rund zehn Kilometern. Die einstige Bahnlinie, die von Bellegarde-sur-Valserine nach Divonne-les-Bains führte und auch Chevry bediente, wurde stillgelegt. An ihrer Stelle verkehrt heute eine Buslinie.
In Chevry befinden sich zwei Grundschulen mit eingegliederten Vorschulklassen (école primaire, davon eine in privater Trägerschaft).

## Sehenswürdigkeiten
- Das Château de Chevry am östlichen Ortsrand ist ein Schloss der der Familie Girod de l'Ain. Das Schloss wurde 1879 im Auftrag von Baron Édouard Girod de l'Ain erbaut. Das Schlossgelände umfasst heute mehr als zehn Hektar und verfügt über einen schönen Schlosspark mit Blick auf den Mont Blanc und den Salève. Viele teils mehrere hundert Jahre alte Bäume, wie Eichen, Schwarzkiefern, Mammutbäumen oder Purpurbuche prägen den viel älteren Park.
- Die Kirche Saint-Maurice hat ihren Ursprung im 12. Jahrhundert. Nach einem Brand im Mai 2012, der Glockenturm und Kirchenschiff schwer beschädigte, wurde die Kirche bis 2015 wieder identisch aufgebaut.
- Gefallenendenkmal
- altes Bahnhofsgebäude

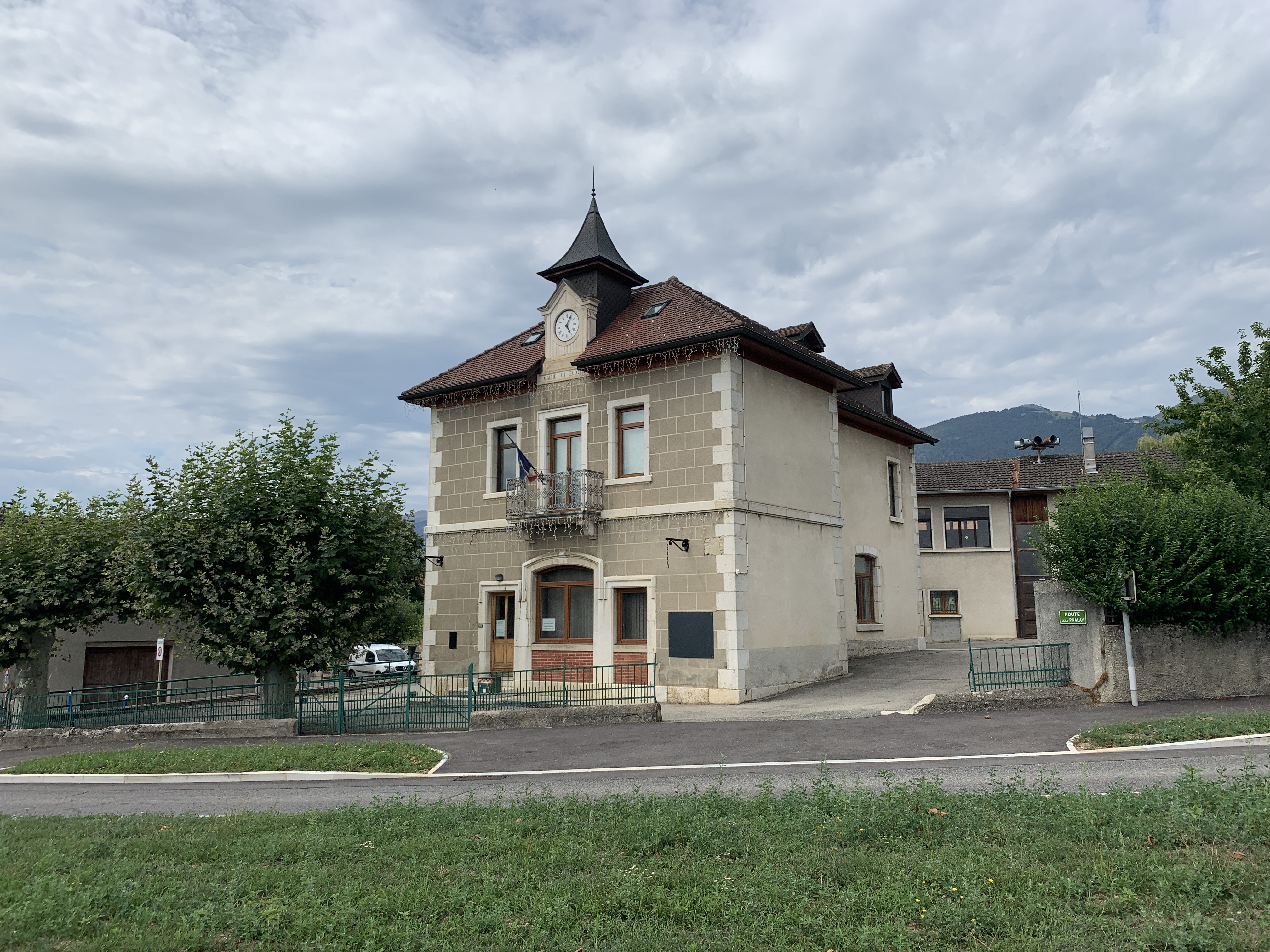
Altes Rathaus
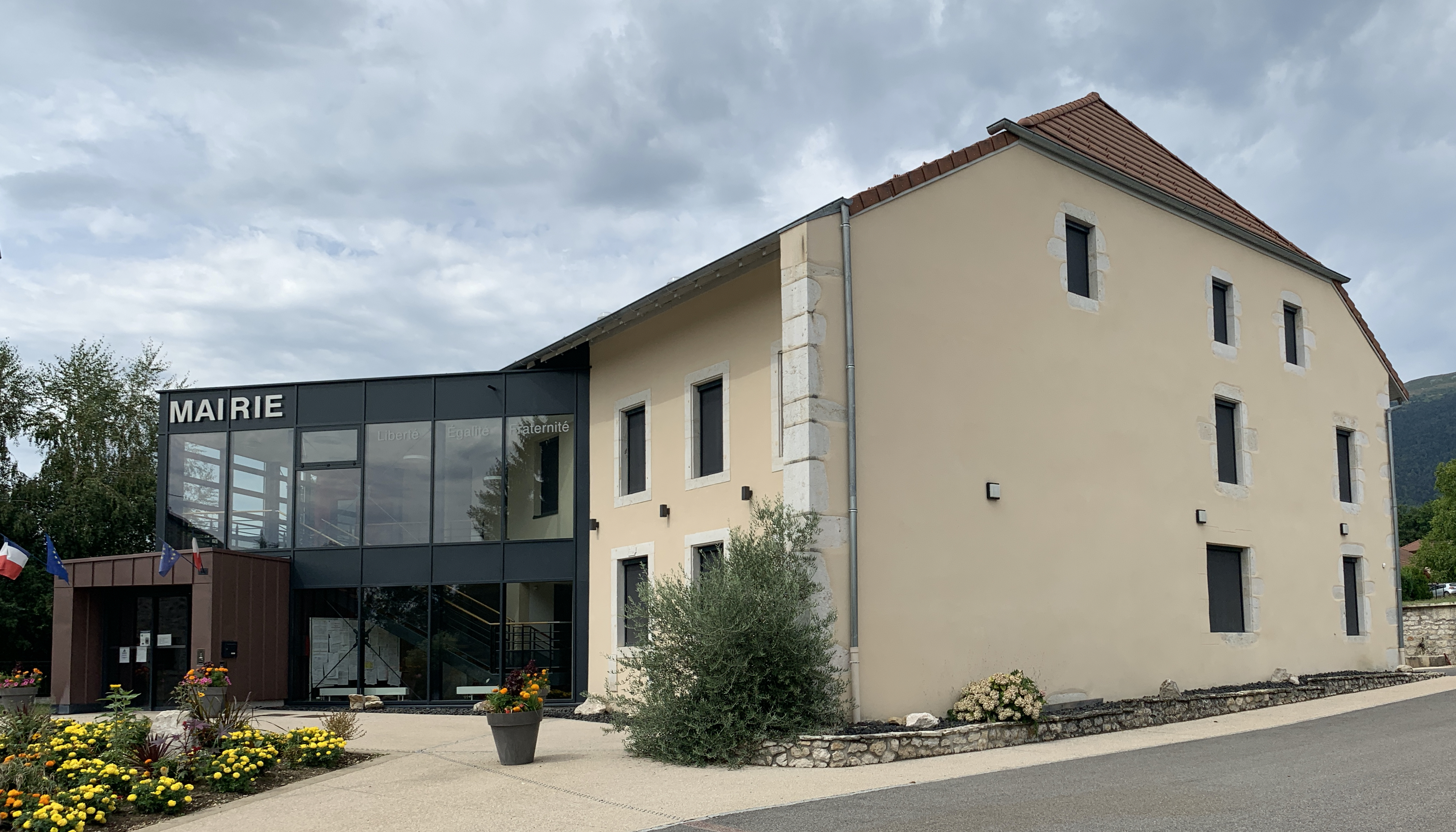
Neues Rathaus
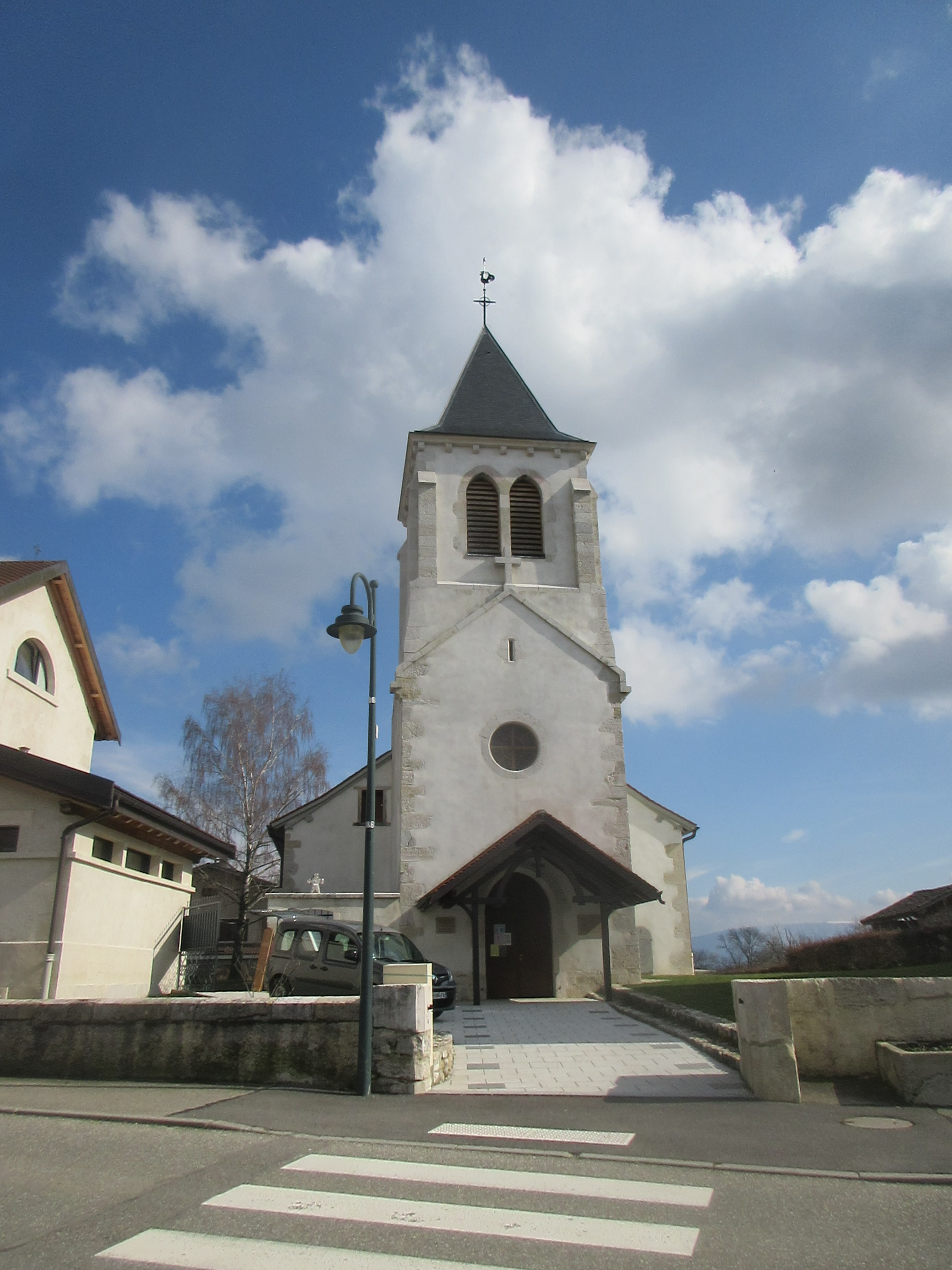
Kirche Saint-Maurice
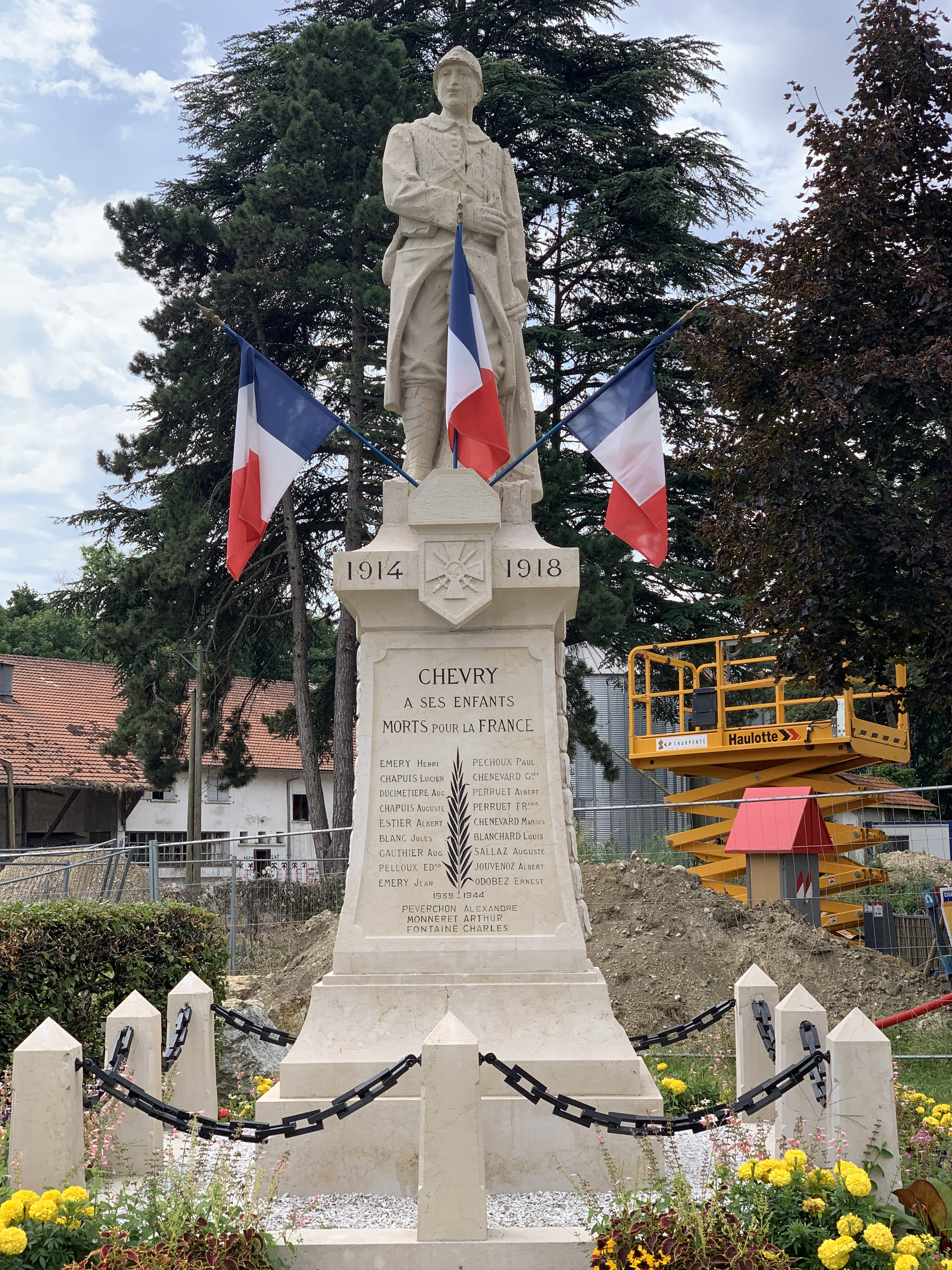
Gefallenendenkmal
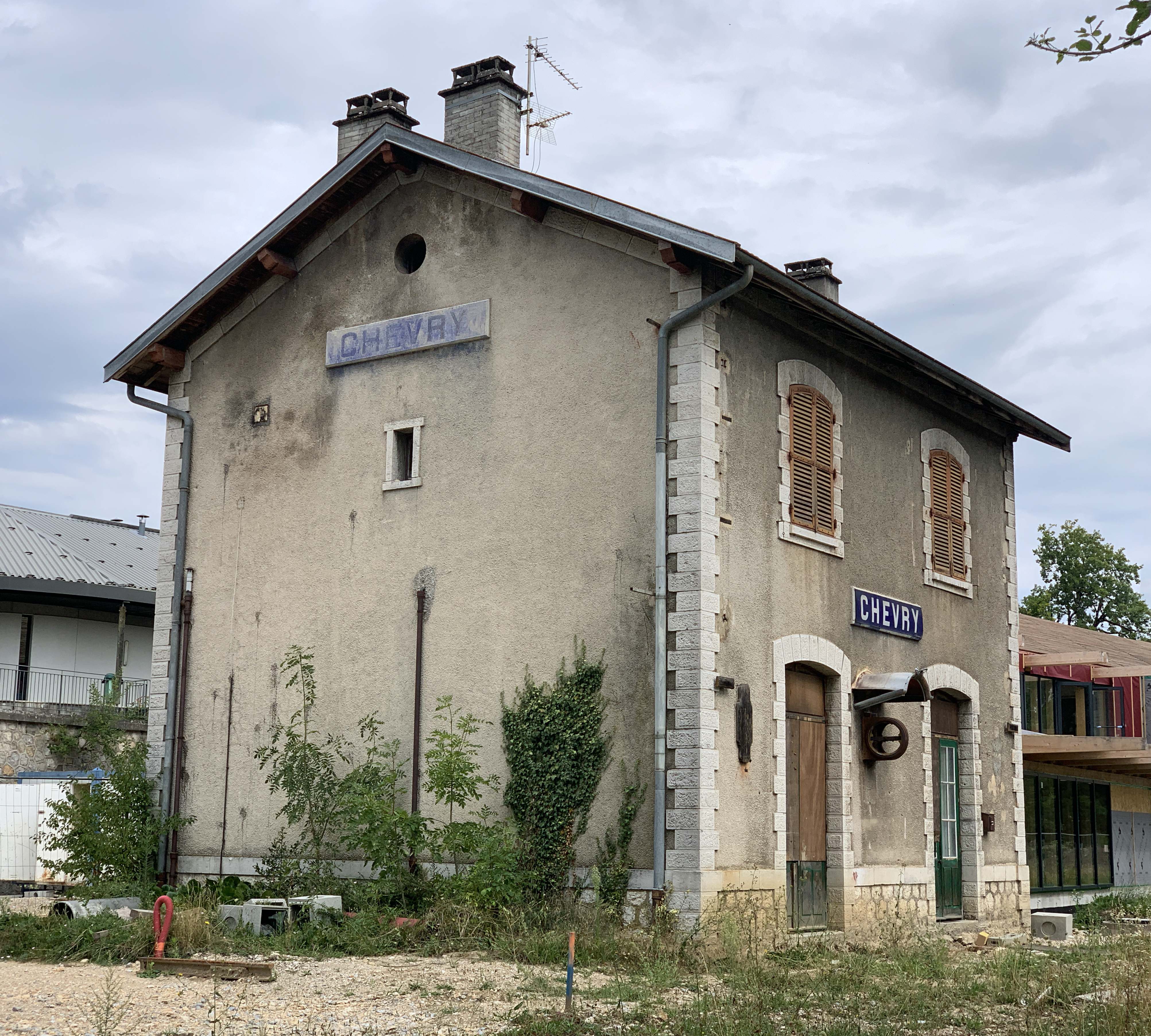
Ehemaliger Bahnhof
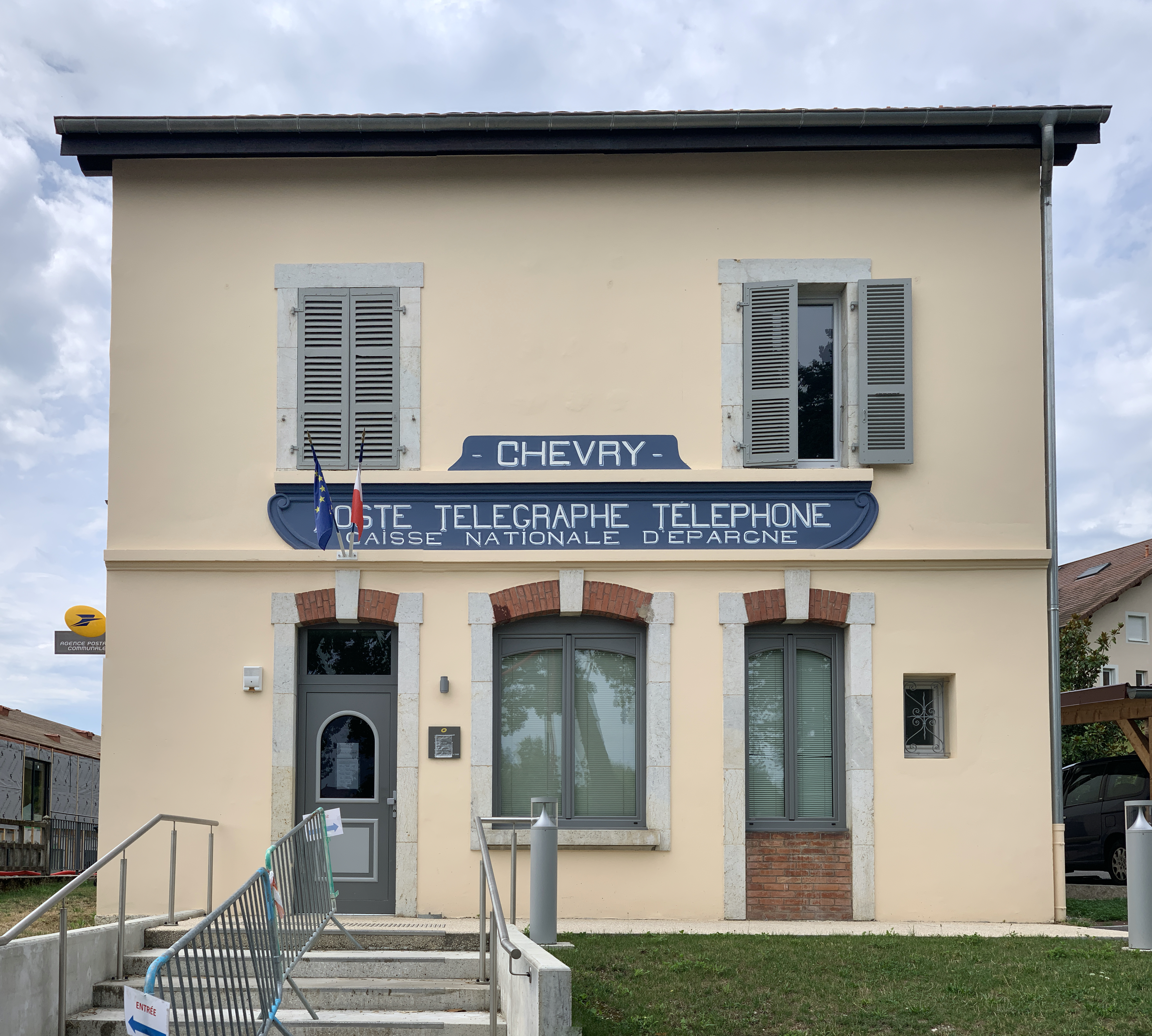
Postamt
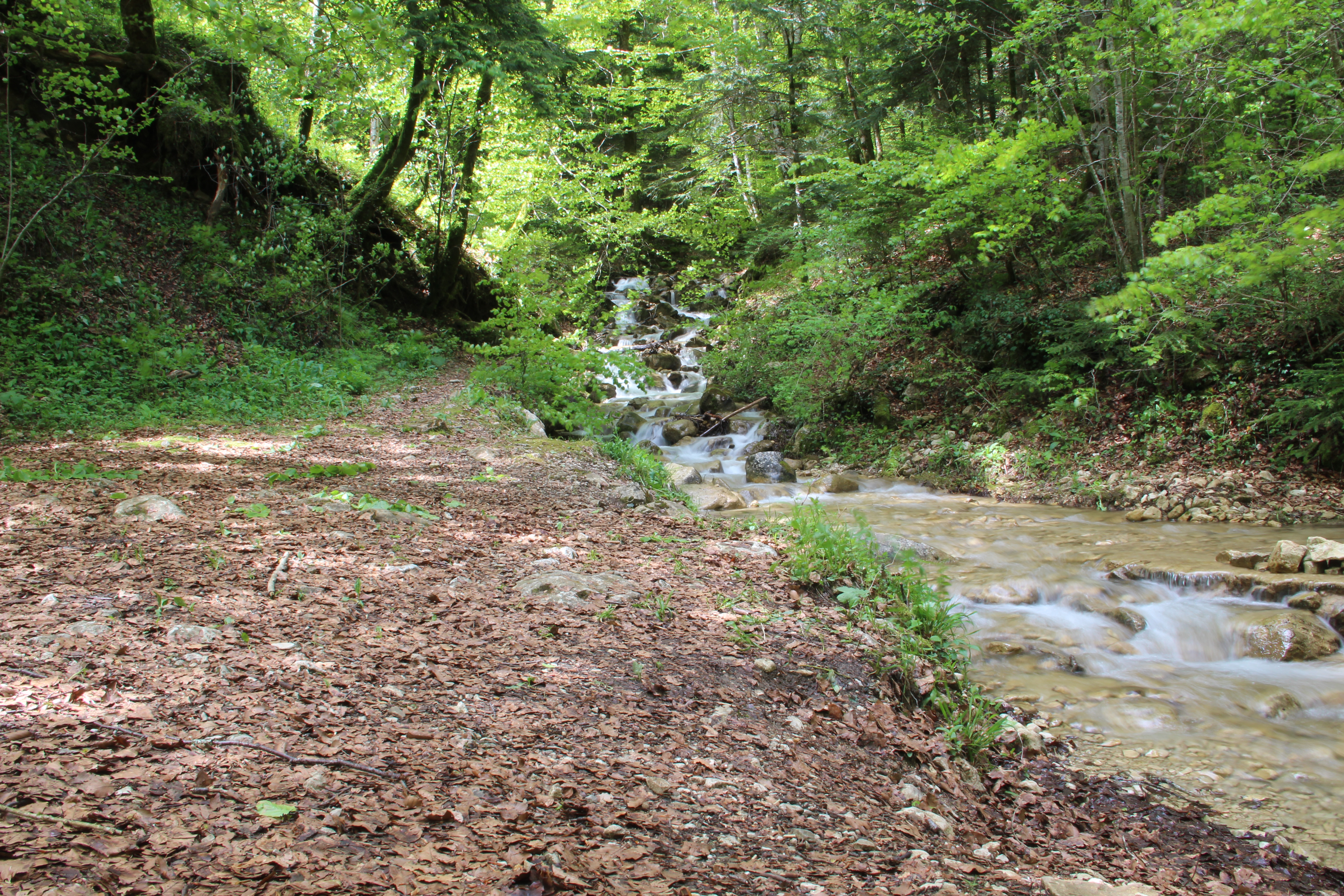
Journans